# 粵寧戰鬥
粵寧戰鬥，發生於1928年1月13日，地點在中國粵東一帶，是國民革命軍內部發生的內戰戰鬥之一。粵寧戰鬥的交戰雙方的一方為卅二軍，另一方為粵四軍繆培南部。
1月4日、5日张发奎部与李济深部在龙川县血战。张部溃退至紫金县，缪培南师前往接应。李部欲将张部围歼。13日，张部四个师从紫金、龙川进攻五华，袭击李济深东路军的陳銘樞部。在龙川铁场和五华岐岭一带，两军接触。双方激战于龙川、五华边境地区，参战人数达三万以上。15日起的五华战斗更为惨烈。